# Orbea chrysostephana
Orbea chrysostephana är en oleanderväxtart som först beskrevs av Albert Deflers, och fick sitt nu gällande namn av P.V. Bruyns. Orbea chrysostephana ingår i släktet Orbea och familjen oleanderväxter. Inga underarter finns listade i Catalogue of Life.